# Jardim de inverno

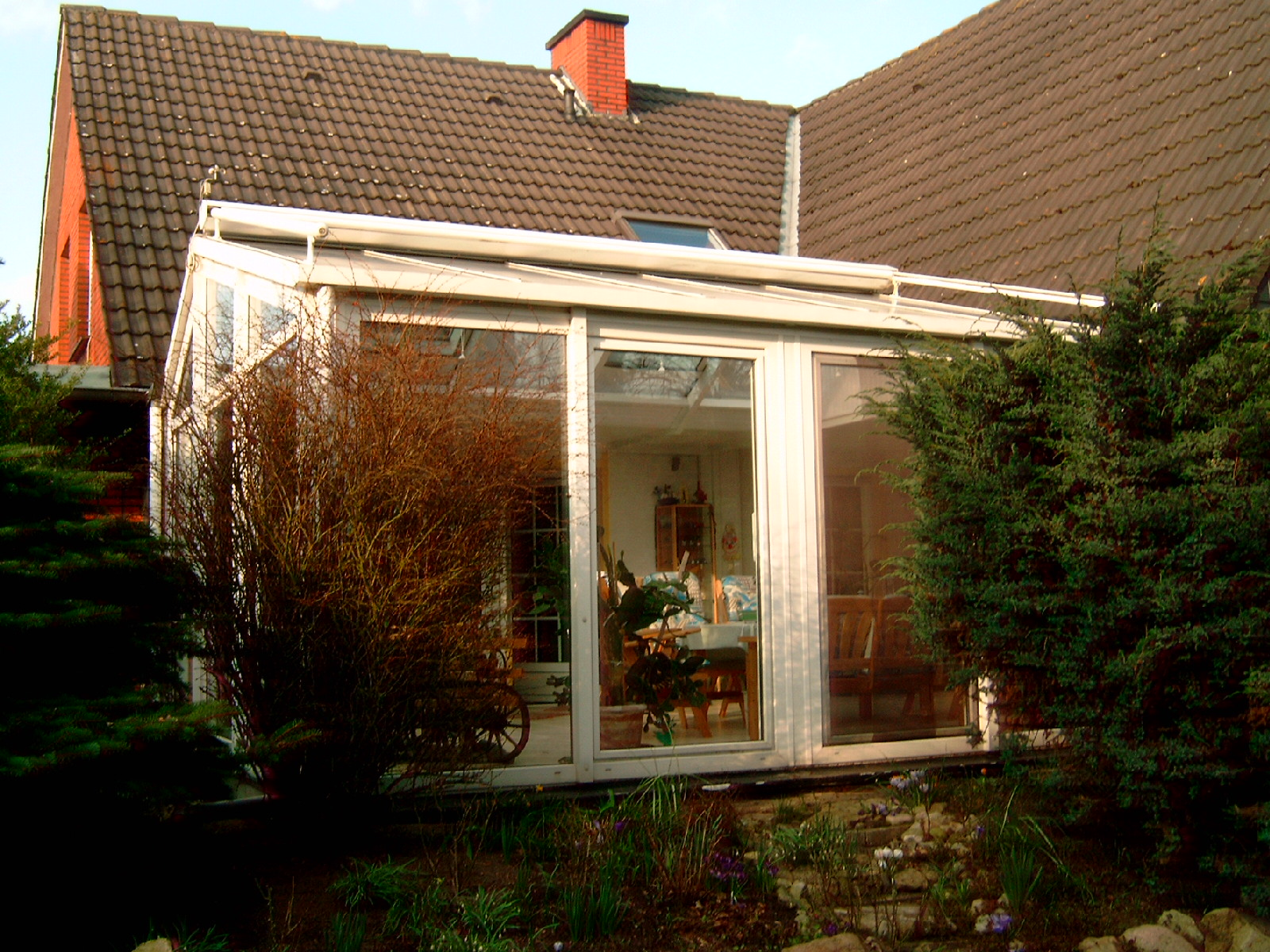
Jardim de inverno de uma casa.

Um jardim de inverno é uma estufa, normalmente anexada a uma residência, usada com motivos recreacionais durante o inverno.
Pode ser usada como uma área para criação de iluminação e ventilação de outras áreas, tornando o ambiente mais atrativo, permitindo também uma maior integração com a natureza.

## Origem
Surgiram em países com invernos rigorosos. Foi a forma de manter o verde e a beleza em casa mesmo com o cair da neve, pois determinadas plantas não se desenvolvem muito bem sob baixas temperaturas. Em lugares com inverno não tão rigoroso, esse tipo de jardim, além de trazer beleza para o interior da residência, traz refrescância para os dias mais quentes. E também muitas plantas não se desenvolvem bem em temperaturas baixas, mesmo que não sejam tão geladas ao ponto de cair neve.